# Узумаки: Спирала ужаса
Узумаки: Спирала ужаса (јап. うずまき — „спирала”) јесте хорор сеинен манга коју је написао и нацртао Џунџи Ито. Први пут се појавила у седмичном наставцима сеинен манга часопису Биг комик спиритс од 1998. до 1999. године. Доцније је Шогакукан објединио поглавља у три танкобона (тома), а она су објављена од августа 1998. до септембра 1999. г. Годину дана касније, иста кућа је објавила прво омнибус издање (сва поглавља у једном повезу), а друго омнибус издање је издато у августу 2010. г., а исте године су репринтовани и танкобонови. У Србији је Дарквуд превео на српски језик верзију од три танкобона 2013. и 2014. г.

## Радња
Узумаки: Спирала ужаса прати тинејџерски пар у средњошколскоме добу. Кирије Гошима и њен дечко Шуичи Сајто грађани су малог и тихог јапанског насеља Курозу (黒渦町 — „насеље црног вртлога”) који је проклет натприродним догађајима везаних за спирални облик.
Како прича напредује, Кирије и Шуичи су сведоци утицаја клетве спирале на насеље и људе у њему. Грађани постају опседнути спиралама и параноични због њих. Шуичи постаје повучен након што му оба родитеља умру због ужасних психолошких и физичких утицаја од спирала, али такође добија способност да открије ситуацију која је изазвана клетвом спирала, иако га људи око њега сматрају лудим због тога. Кирије у једном тренутку сама бива погођена проклетством када њена коса почиње да се увија у неприродне спиралне увојке црпивши њену животну енергију и хипнотишући остале људе који гледају у њену косу. Међутим, сваки пут када покуша да је сасече, Кирије бива мучена од њене косе која јој се стеже око врата и гуши је. Шуичи у задњем тренутку успева да јој скрати косу.
Клетва спирале такође претвара нарочито споре грађане Курозуа у људе-пужеве који шире заразу и изазива серију истовремених трудноћа код којих труднице постају гладне за људском крвљу.
После некога времена, проклетство се опет наставља у виду серије огромних тајфуна прве категорије и вирова који прогутају сва пловила у околним водама. Град приде потресају све јачи земљотреси, али га додатно разарају и неодговорни грађани који су овладали вештином контролисања ветрова познатији као „Банда лептира“. На крају од целокупног града остају само језеро у средини и неколико трошних барака које су некада давно биле повезане у једну огромну спиралу. Ћуичи, Кирије и њен млађи брат накратко покушају да побегну из града, али се изгубе и током лутања Киријин брат се трансформише у човека-пужа. Како су људи-пужеви постали главна храна међу преосталим мештанима, Кирије оставља свог преображеног брата на недоступној литици. По поврату у град откривају да је тамо прошло неколико година од њиховог краткотрајног бекства, односно да у Курозуу време брже пролази због проклетства спирале. За то време, грађани су проширили неуништиве бараке у којима су се крили тако да су формирали спирални лавиринт од њих. Сви они који су се крили у баракама су се деформисали услед пренатрпаности, тако да су се њихови удови изувијали у облик спирале. Кирије и Шуичи одлучују да потраже Киријине родитеље и после неколико дана ходања долазе до средишта лавиринта.

## Развој
Узумаки: Спирала ужаса је написао и нацртао Џунџи Ито. Првобитна жеља Итоа је била да створи причу о чудним променама које ће се десити људима који живе у веома дугачкој, традиционалној јапанској кући с терасама. Ова прича би се заснивала на Итовом личном искуству живећи у таквој кући као дете. Током процеса проналажења начина да нацрта довољно дугачку зграду, Ито је био инспирисан обликом мамца за комарце у облику спирале и одлучио је да би зграду могао да учини дугачком тако што би је увио у спирални облик. Ито је приметио да сама спирала може да поседује „мистериозни образац” и описао је писање Узумакија као покушај да се сазна тајна спирале. Он је тражио инспирацију методама као што су дуго буљење у спирале, истраживање спирала, стварање спиралних шара отоком воде у кади, једење хране са спиралним обликом и узгој пужева. Осврћући се на стрип 2006. године, Ито је изјавио да, чак и ако још увек није био сигуран шта спирала представља, мислио је да би могла представљати бесконачност.
Узумаки: Спирала ужаса је био под утицајем позитивног представљања спирала у јапанским медијима, а баш то је инспирисало Итоа да их пореди и да пружи контраст стварајући хорор. Он је о томе рекао: „Обично се спирални облици обележавају на образима ликовима у цртаћима јапанске комедије, што представља ефекат топлине. Међутим, мислио сам да би се то могло искористити за ужас, ако бих их нацртао на другачији начин.” Прича у којој Киријина коса у проклетству спирале одражава понављајућу тему у Итовом делу у којој коса хероине има свој живот. Он је користио ову слику зато што је погодна за ужас јер је повезана са јапанским женским идеалом, као и узнемирујућим покретима дуге косе, која се описује као змија. Ито је такође рекао да је писац хорор прича Хауард Филипс Лавкрафт био једна од његових инсипирација када је стварао Узумаки: Спирала ужаса, наводећи да је постепени развој спиралне клетве био заснован на Лавкрафтовом приповедању и да Лавкрафтов експресионизам у погледу атмосфере је у великој мери био његов креативни импулс.

## Објављивања
Манга је почела да се објављује као серијал у манга недељнику Биг комикс спиритс од 1998. до 1999. Шогакукан је састављао све делове у три танкобона и објављивао их је, један по један од 1998. до 1999. године. Како би прославили излазак истоименог филма 2000. године, ова манга је објављена у омнибусу марта исте године с додатним „изгубљеним поглављем”. Шогакукан је објавио још једно омнибус издање крајем августа 2010. г. с истим садржајем и додатним коментаром Масаруа Сата.
У Србији, Дарквуд је објавио 2013. године Шогакуканову верзију од три танкобона. Серија је преведена и на друге језике, као што су: енглески, шпански, француски, португалски, пољски, шведски, мандарински и корејски.
| - Епизода 1: „Манија спирале (први део)” - Епизода 2: „Манија спирале (други део)” - Епизода 3: „Ожиљак” | - Епизода 4: „Изобличеност” - Епизода 5: „Уврнути људи” - Епизода 6: „Увојци” |

| - Епизода 7: „Пајац из кутије” - Епизода 8: „Људи-мекушци” - Епизода 9: „Црни светионик” | - Епизода 10: „Стуб комараца” - Епизода 11: „Пупчана врпца” - Епизода 12: „Тајфун бр. 1” |

| - Епизода 13: „Демонске бараке” - Епизода 14: „Лептир” - Епизода 15: „Хаос” - Епизода 16: „Наставак хаоса” | - Епизода 17: „Бекство” - Епизода 18: „Лавиринт” - Последња епизода: „Рушевине” |

## У осталим медијима

### Видео-игре
Две видео-игре је развио и објавио „Омега Микот” за „Бандај вондерсвон”. Прва Uzumaki: Denshi Kaiki Hen (うずまき 〜電視怪奇篇〜 Spiral -Power Vision Strange Edition-) објављена је почетком фебруара 2000. г. и представља визуелни роман који препричава догађаје из манге. Глумац Ерико Хацуне, који даје глас Кирије Гошими, је посебан гост. Друга видео-игра Uzumaki: Noroi Simulation (うずまき 〜呪いシミュレーション〜 Spiral -Curse Simulation-) објављена је почетком марта 2000. г. и она је симулација манге. Играчи уче од „учитеља спирале” како да шире спиралну клетву. Циљ видео-игре је проширити клетву по граду и пронаћи скривене предмете како би секли више „спиралне моћи” и напредовали у причи. Игрица такође укључује и једну мини-игру која обрађује причу око пужева-људи.

### Играни филм
Године 2000. у Јапану је објављена адаптација Узумакија у виду игранога филма. Режирао га је Хиганчински и у њему улоге тумаче Ерико Хацуне као Кирије Гошима, Шин Еун Кјунг као Чи Марујама, Фи Фан као Шуичи Сајто, Кејко Такахаши као Јуки Сајто, Рен Осуги као Тошио Сајто и Хинако Саеки као Кјоко Секино. Филм се састоји од четири дела („Предосећај”, „Ерозија”, „Посета” и „Трансмиграција”) и користи нешто другачији завршетак у односу на мангу.

### Аниме
На Сајму „Кранчирол” 2019. године је најављена аниме адаптација у виду телевизијске мини-серије од четири епизоде. Уместо најваљеног студија „Драјв”, серију су анимирале куће „Фугаку” и „Акацуки” у копродукцији с Production I.G USA и Adult Swim. Аниме је режирао Хироши Нагахама, а музику је компоновао Колин Стетсон. Ово ће бити четврти пут да је „Картун нетворк”, као цела мрежа, укључена у производњу јапанскога анимеа. Премијера је требало бити емитована у октобру 2022. у програмскоме блоку „Тунами” у власништву Adult Swim-а, а потом премијерно приказана и у Јапану. Креативни директор куће Џејсон Демарко је изјавио крајем марта 2020. да је продукција била и даље у току и да пандемија ковида 19 није имала никаквог утицаја на производњу. У интервјуу с Итом, он је с пијететом говорио о Хирошију Нагахамију називајући га прилично талентованим. Он је такође рекао да га је учинило прилично срећним то што је Нагахами био одан целовитој радњи у манги. Ито је потврдио да је сценарио анимеа завршен. Изјавио је и то да је прича у серији краћа него прича у манги, али да је прича добро упакована. У јулу 2020. је објављено да ће премијера каснити годину дана. Приликом излажења другог мамца за серију објављено је да је премијера поново одложена за октобар 2022. Премијера је потом опет померена, овај пут на неодређени датум. Серија је на крају емитована 29. септембра 2024. године.

## Пријем
Узумаки: Спирала ужаса је 2003. г. био номинован за Ајзнерову награду (пандан Оскару за филмове) у категорији за најбоље америчко издање страног материјала. Удружење библиотечких услога за младе и старе ставило је први танкобон на своју листу од 10 најбољих графичких романа за тинејџере 2009. године. Манга је такође била укључена на њихову листу од 53 одлична графичка романа за тинејџере. Делукс издање „Виз медије” је заузело 172. место на „Дајмондовим” најбољих 300 графичких романа свих времена 2013. године. Ај-Џи-Ен је Узумаки: Спирала ужаса прогласио као другу најбољу мангу из хорор/трилер жанра. Деб Аоки је за Узумаки: Спирала ужаса рекао да је класик хорор жанра. Узумаки се појавио на листи „1001 стрипа који морате да прочитате пре него што умрете” 2011. године. Часопис Мај Ем је похвалио мангу назвавши је „једном од најстрашнијих манга серијала.”

У Manga: The Complete Guide (2007), Џејсон Томпсон је дао Узумакију три и по зведице и написао је да, гледано у целини, манга је „елегантна и понекад црнохуморна прича о логици из снова и нихилизму.” Томпсон је поново писао о манги на свом блогу House of 1000 Manga, хвалећи је због њене оригиналности јер се врти око „извесног, кошмарног, фаталистичког начина гледања на свет.” Сценариста и цртач стрипова Сара Хорокс је такође похвалила мангу наводећи педантан и прецизан начин цртања.
За први танкобон, Терон Мартин из „Аниме њуз нетворка” дао му је оцену четири од пет, хвалећи цртеж и дизајн ликова укључујући и нови дизајн омота куће „Виз медија”. С друге стране, он је навео да су „неки од покушаја хорора сувише бесмислени.” Грег Хакман из „Маније” дао му је петицу, хвалећи Итову добро „избрушен” цртеж и његову способност да формира делотворан и свеобухватни заплет прича које су међусобно слабо повезане. Барб Лин Купер из Sequential Tart-а је дала седам од десет оцену, хвалећи цртеж Кен Хејли из PopCultureShock-а је дао петицу (од пет) манги и похвалио Итову ефективну употребу хорор тела, иако је приметио да су неки ефекти клетве били бише духовити него застрашујући.
За други танкобон, Лин Купер му је дала осам од десет истичући да оно што је одушевљава у раду Џунџија Итоа је његова варљива једноставност и беспрекорни свршетак. Шина Макнил, такође из Sequential Tart-а, је дала девет од десет оцену, истичући нове ефекте клетве коју је Ито измислио. Хакман му је дао четворку (од пет) објашњавајући да се разочарао променом формата прича.
Када је прочитао последњи танкобон, Хејли му је поново дао петицу (од пет), хвалећи рад Џунџија Итоа што је дао одговоре на питања која су претходно постављена, али и то да их није дао на једноставан начин, већ сложен. Лин Купер му је дао шест од десет критикујући иницијалан крај као бесмислен, а позадину као незанимљиву.